# ریل هایپرمارکت
ریل هایپرمارکت (انگلیسی: Real) شرکت خرده‌فروشی آلمانی است، که در سال ۱۹۹۲ تأسیس شد.